# 49-та армія (СРСР)
Со́рок девя́'та а́рмія (49 А) (з 1 по 7 жовтня 1941 — 49-та резервна армія) — загальновійськова армія у складі Збройних сил СРСР часів німецько-радянської війни з 7 серпня 1941 по серпень 1945.

## Історія
У серпні 1941 року була сформована 35-та армія, яка незабаром стала 49-ю резервною армією. Почала військові дії зупинивши німецькі війська західніше м. Серпухова. Закінчила війну у Берлінській операції. У серпні 1945 року, 35-та армія була розформована.

## Командування

### Командувачі
- генерал-лейтенант Захаркін І. Г. (серпень 1941 — червень 1943);
- генерал-лейтенант, з березня 1945 генерал-полковник Гришин І. Т. (червень 1943 — до кінця війни).